# World on Fire (álbum de Yngwie Malmsteen)
World on Fire es un álbum de estudio del guitarrista sueco Yngwie Malmsteen, publicado el 1 de junio de 2016 por la discográfica de su propiedad, Rising Force Records.

## Lista de canciones
1. "World On Fire" (4:32)
2. "Sorcery" (2:18)
3. "Abandon" (2:19)
4. "Top Down. Foot Down" (4:18)
5. "Lost In The Machine" (5:16)
6. "Largo-Ebm" (5:13)
7. "No Rest For The Wicked" (3:11)
8. "Soldier" (5:32)
9. "Duf 1220" (3:17)
10. "Abandon (Slight Return)" (2:31)
11. "Nacht Musik" (5:56)

## Créditos
- Yngwie Malmsteen - Guitarra, voz, teclados, chelo, bajo
- Mark Ellis - Batería
- Nick Marinovich - Teclados[2]